# La Maison Tellier
Pour les articles homonymes, voir La Maison Tellier (homonymie).
La Maison Tellier est une nouvelle de Guy de Maupassant publiée en 1881.

## Présentation
Publiée dans le recueil de nouvelles homonyme, La Maison Tellier est ensuite reprise dans les revues La Lanterne en février 1889 et Gil Blas en octobre 1892,.
Se situant dans la continuité des récits sur la prostitution, elle constitue la nouvelle réaliste la plus célèbre de Maupassant après Boule de suif.

## Résumé
La maison close tenue par Madame Tellier à Fécamp possède une clientèle qui se répartit dans l’établissement en fonction de sa classe sociale. Les bourgeois de la ville fréquentent le premier étage et entretiennent entre eux des relations courtoises grâce à l’entregent de la patronne. 
Un jour, l’établissement ferme pour cause de « première communion » au grand désespoir des habitués. Mme Tellier est en effet invitée par son frère, M. Rivet, à assister à la première communion de sa nièce, Constance, dans un petit village reculé de l’Eure, bien au-delà de Rouen. Or, Mme Tellier décide d’y assister avec les demoiselles de sa maison close. Toutes se rendent en grande tenue par le chemin de fer d’abord, puis en carriole, chez M. Rivet. Les habitants du petit village normand sont très impressionnés par la présence de ces dames si richement vêtues qui ennoblissent la cérémonie de leur présence. L’attendrissement de celles-ci dans l’église, qui va jusqu’aux larmes, provoque une émotion très communicative, au point que le prêtre officiant a le sentiment partagé par ses ouailles que Dieu est venu honorer la cérémonie de sa présence. Il remercie chaleureusement les dames qui ont permis un tel miracle : c’est le plus beau jour de sa vie de prêtre. 
Après l'événement sacré, Joseph Rivet, le frère de Mme Tellier, donne une fête en l'honneur de ces visiteuses qui lui ont valu d'être le point de mire du village. À la fin des festivités, éméché, il cherche à obtenir plus, mais en vain : Mme Tellier tient à ce que son établissement ne reste pas fermé plus d’une seule journée et retourne aussitôt après le repas avec ses compagnes à Fécamp. 
Le soir même, elle retrouve sa clientèle bourgeoise qui s’est donné le mot, et organise une grande fête…

## Hypothèse
La nouvelle est peut-être inspirée d'une maison close vernonnaise, le Double-Quatre, tenu par Madame Désirée. Selon un témoin, la tenancière et ses pensionnaires auraient assisté à la communion de son fils à la collégiale Notre-Dame de Vernon. Durant la messe, elles faisaient preuve d'émotivité et jetaient des œillades aux maris présents.

## Galerie

Illustrations de Théophile-Alexandre Steinlen (1899)
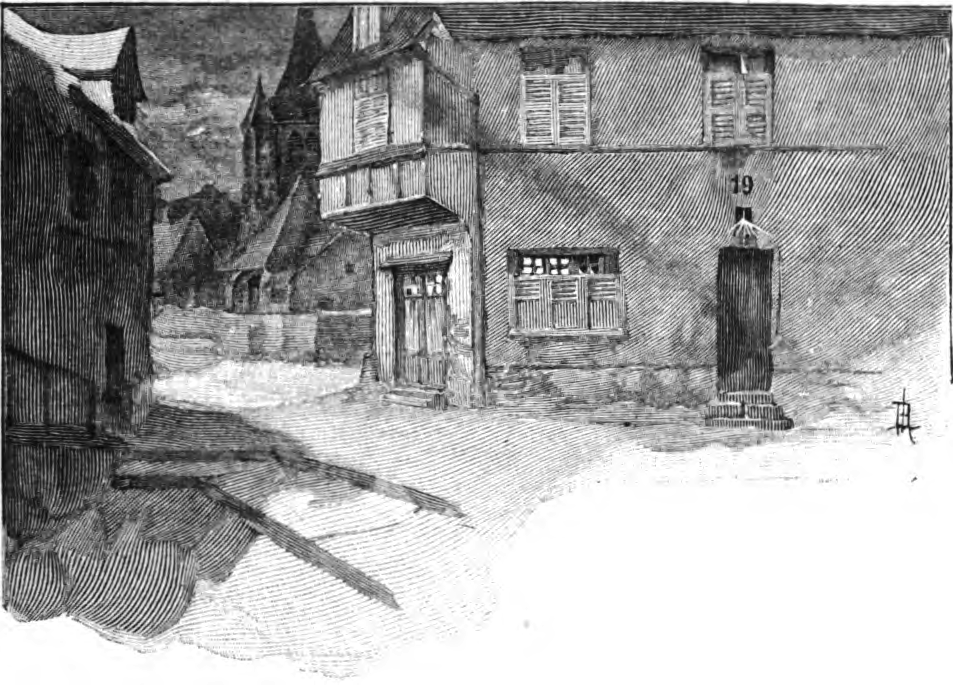
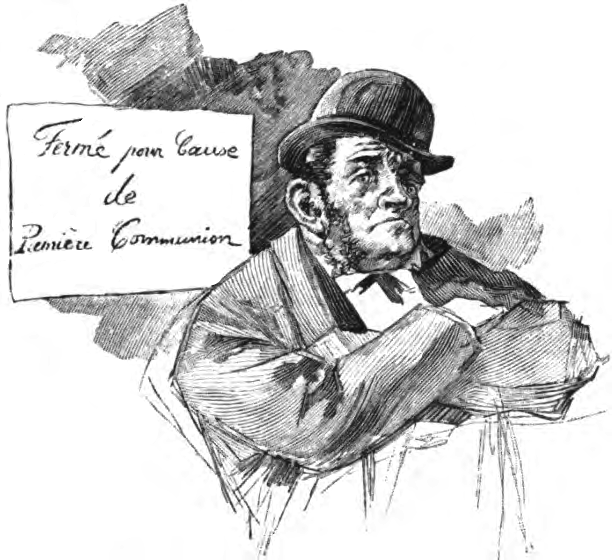
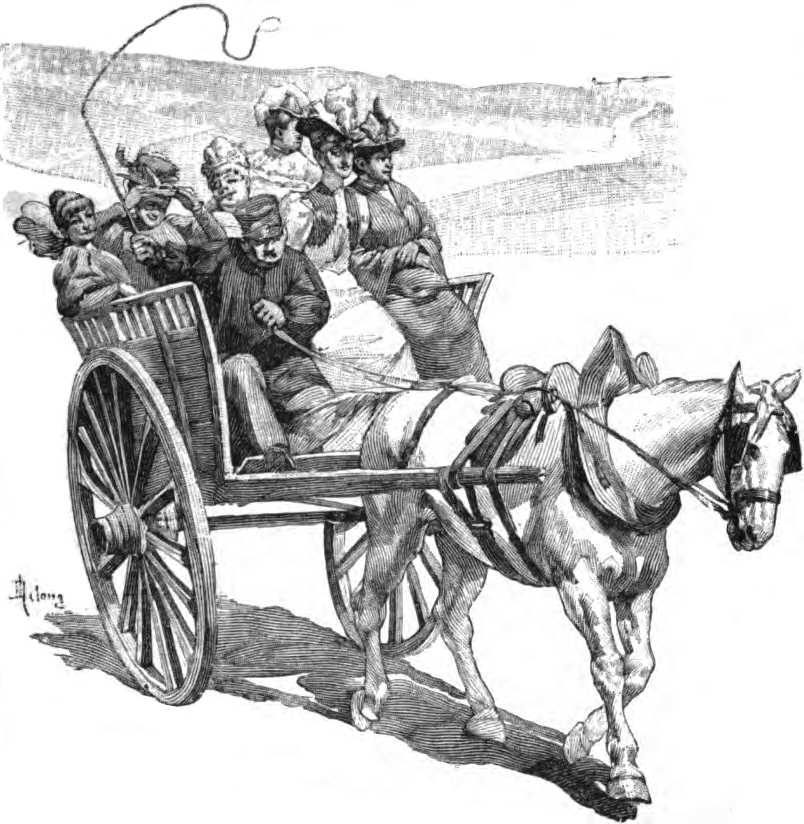
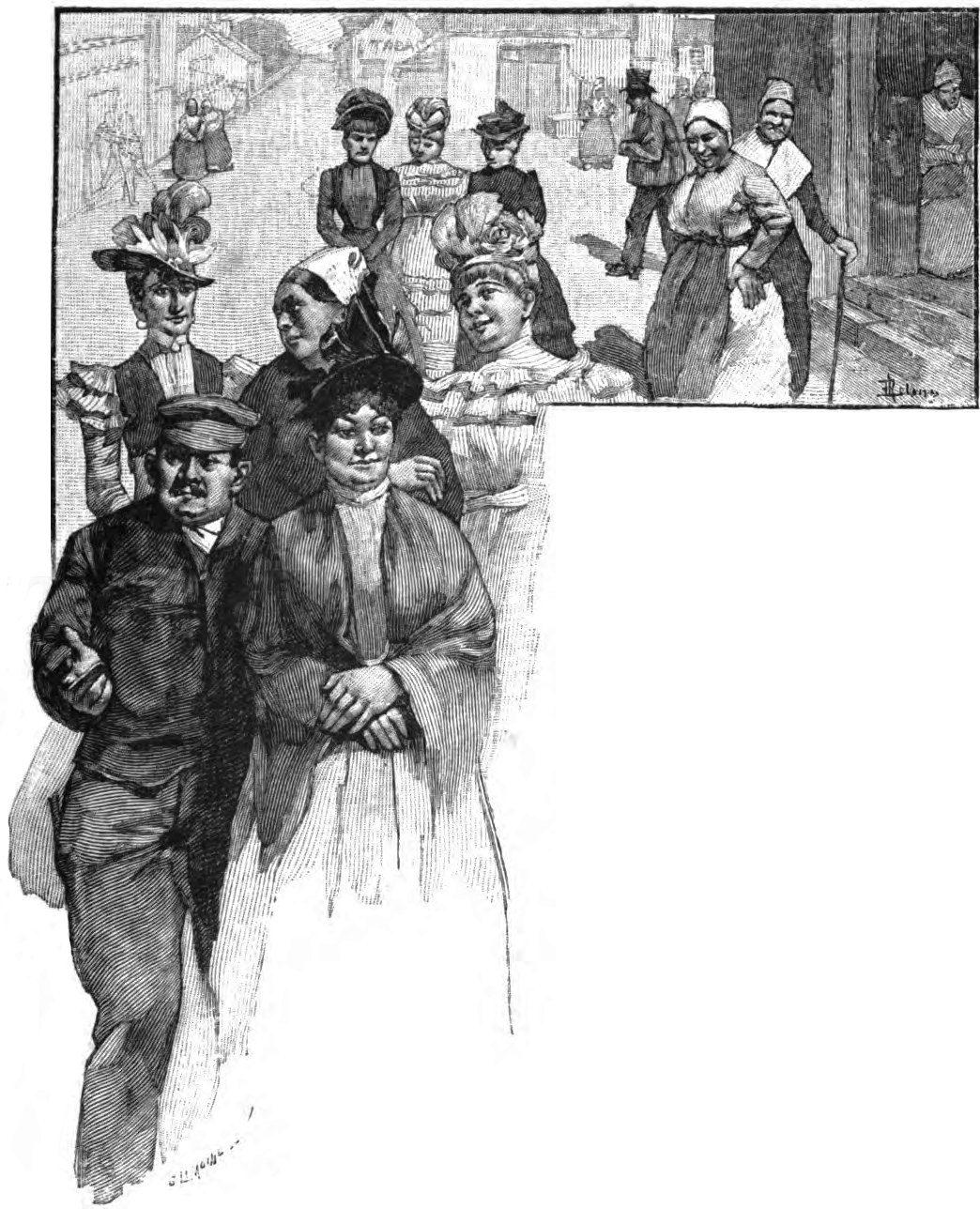
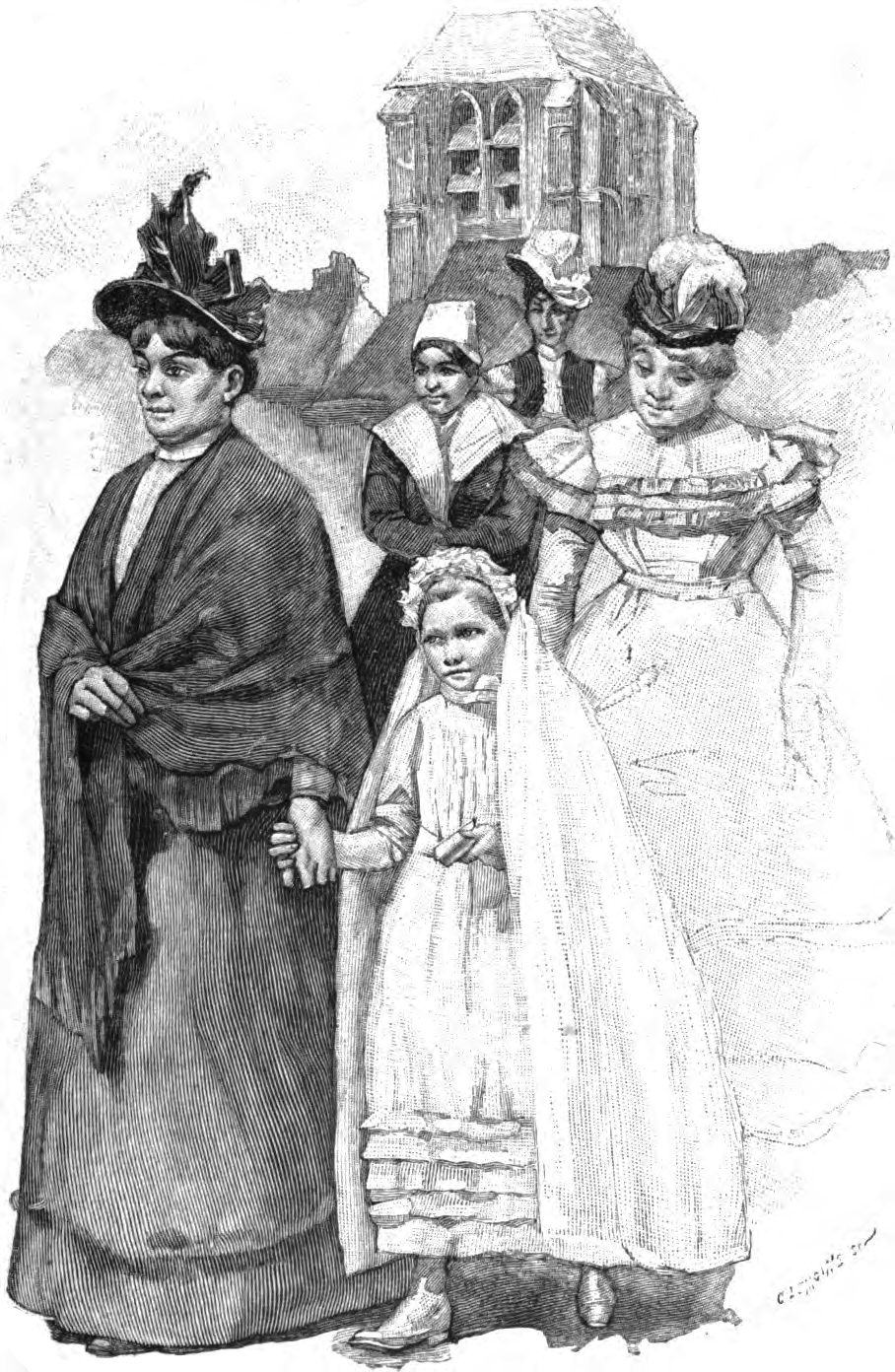
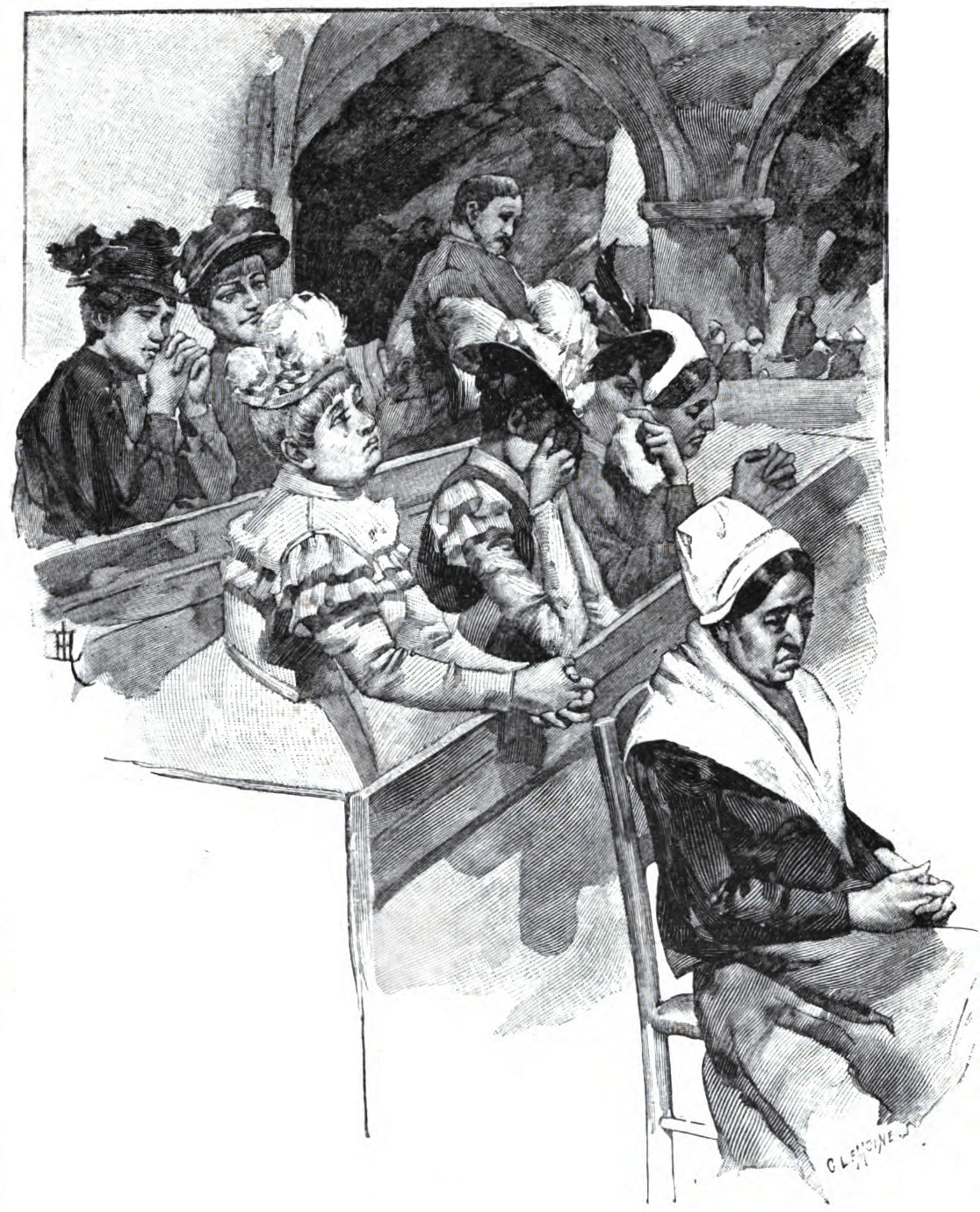

## Essais
- Une lecture paranoïaque-critique de La Maison Tellier (Guy de Maupassant),
- Lutanie, Le Veilleur Éditeur, 1993

## Adaptations
- 1952 : La Maison Tellier, épisode central de Le Plaisir, film français de Max Ophüls (95 min), avec Madeleine Renaud, Jean Gabin et Danielle Darrieux
- 1964 : Un commerce tranquille, film suisse de Mel Welles et Guido Franco (120 min)
- 1981 : La Maison Tellier, film franco-espagnol de Pierre Chevalier (103 min)
- 2008 : La Maison Tellier, téléfilm français d'Élisabeth Rappeneau (94 min), avec Catherine Jacob, Bruno Lochet et Sophie Quinton